# Colibrí amazília becnegre
El colibrí amazília becnegre (Amazilia brevirostris) és una espècie d'ocell de la família dels troquílids (Trochilidae) que habita boscos, clars, vegetació secundària, matolls, sabanes, normalment a la llarga dels rius, de les terres baixes de l'est de Veneçuela, Trinitat i Tobago, Guaiana i l'extrem nord del Brasil.